# Nikola Moscatello
Nikola Moscatello odnosno Nikola Moskatelo (Dol, 7. lipnja 1885., po nekim izvorima 1888. − Rim, 13. srpnja 1961.) bio je hrvatski svećenik i hrvatski diplomat. Bio je savjetnik jugoslavenskoga poslanstva pri Svetoj Stolici i otpravnik poslova socijalističke Jugoslavije pri Svetoj Stolici. Govorio je šest stranih jezika.

## Životopis
Rodio se je 1885. u Dolu kod Starog Grada. U Hvaru je primio svećeničke sakramente 1. rujna 1907. godine.  Bio je prvi student Papinskog hrvatskog Zavoda sv. Jeronima koji je doktorirao na ovom zavodu.
Više je godina bio svećenikom Hvarske biskupije.  Poslije je bio dugogodišnji diplomat pri Svetoj Stolici. Od 1924. do 1946. bio je savjetnik jugoslavenskog poslanstva pri Sv. Stolici. Za vrijeme Kraljevine SHS odnosno Kraljevine Jugoslavije dosta se je angažirao na sklapanju konkordata između Sv. Stolice i Kraljevine Jugoslavije. Nakon toga prešao je u Kongregaciju za istočne Crkve gdje je bio savjetnikom. Pretkraj rata bio je predviđen za odbornika Bratovštine sv. Jeronima za pomoć hrvatskim izbjeglicama.
Sudjelovao je u diplomatskim aktivnostima socijalističke Jugoslavije prigodom razgraničavanja s Italijom na području poluotoka Istre.
Župnoj crkvi sv. Mihovila Arkanđela u Dolu poklonio je tri vrijedne umjetničke slike, Isus Krist Palme Mlađega, Isusovo uskrsnuće Battiste Franca (Palmina škola) i Gospa s djetetom Isusom i Ivanom Krstiteljem, djelo Florentinske škole.

## Knjige o Nikoli Moscatellu
Don Fabijan Veraja napisao je knjigu Nikola Moscatello, savjetnik jugoslavenskoga poslanstva pri Svetoj Stolici. Uspomene u svjetlu dokumenata, u izdanju Papinskog hrvatskog zavoda sv. Jeronima.

## Djela
- knjiga sjećanja Kralj zbog kojeg sam se zamjerio papi i papa zbog kojeg sam se zamjerio kralju, u rukopisu[1]